# Stazione di Utsunomiya
La Stazione di Utsunomiya (宇都宮駅?, Utsunomiya-eki) è una stazione ferroviaria della città di Utsunomiya, nella prefettura di Tochigi della regione del Tōhoku utilizzata dai servizi Shinkansen e da diverse linee locali. La stazione, con circa 35.000 passeggeri al giorno, è una delle più importanti della parte nord del Kantō.

## Linee
- East Japan Railway Company
  - ■ Tōhoku Shinkansen
  - ■ Yamagata Shinkansen
  - ■ Linea principale Tōhoku
  - ■ Linea Nikkō
  - ■ Linea Karasuyama
  - ■ Linea Shōnan-Shinjuku
  - ■ Linea Utsunomiya